# Liste der Straßen in Hamburg-Hoheluft-Ost

Lage von Hoheluft-Ost in Hamburg und im Bezirk Hamburg-Nord (hellrot)

Die Liste der Straßen in Hamburg-Hoheluft-Ost ist eine Übersicht der im Hamburger Stadtteil Hoheluft-Ost vorhandenen Straßen. Sie ist Teil der Liste der Verkehrsflächen in Hamburg.

## Überblick
In Hoheluft-Ost (Ortsteilnummern 401 und 402) leben 9829 Einwohner (Stand: 31. Dezember 2023) auf 0,6 km². Damit ist der Stadtteil der zweitkleinste bezogen auf die Fläche und steht auf Platz 4 bei der Bevölkerungsdichte. Hoheluft-Ost liegt in den Postleitzahlenbereichen 20249, 20251 und 20253.
In Hoheluft-Ost gibt es 20 benannte Straßen, davon sind elf komplett im Stadtteil gelegen. Bei den Straßennamen finden sich einige Themengruppen:
- Städte in Schleswig-Holstein: Heider Straße, Husumer Straße, Itzehoer Weg, Kremper Straße, Meldorfer Straße und Neumünstersche Straße
- Tiernamen: Falkenried und Löwenstraße sowie bis 1898 die Adlerstraße, heute Teil des Eppendorfer Wegs
- Bezug auf das Kloster St. Johannis: Klosterallee (alle übrigen Straßen und Plätze dazu im angrenzenden Harvestehude)

## Übersicht der Straßen
Die nachfolgende Tabelle gibt eine Übersicht über alle benannten Verkehrsflächen im Stadtteil sowie einige dazugehörige Informationen. Im Einzelnen sind dies:
- Name/Lage: aktuelle Bezeichnung der Straße. Über den Link (Lage) kann die Straße auf verschiedenen Kartendiensten angezeigt werden. Die Geoposition gibt dabei ungefähr die Mitte an. Bei längeren Straßen, die durch zwei oder mehr Stadtteile führen, kann es daher sein, dass die Koordinate in einem anderen Stadtteil liegt.
- Straßenschlüssel: amtlicher Straßenschlüssel, bestehend aus einem Buchstaben (Anfangsbuchstabe der Straße) und einer dreistelligen Nummer.
- Länge/Maße in Metern:
Hinweis: Die in der Übersicht enthaltenen Längenangaben sind nach mathematischen Regeln auf- oder abgerundete Übersichtswerte, die im Digitalen Atlas Nord[1] mit dem dortigen Maßstab ermittelt wurden. Sie dienen eher Vergleichszwecken und werden, sofern amtliche Werte bekannt sind, ausgetauscht und gesondert gekennzeichnet.
Der Zusatz (im Stadtteil) gibt an, wie lang die Straße innerhalb des Stadtteils ist, sofern sie durch mehrere Stadtteile verläuft.
- Namensherkunft: Ursprung oder Bezug des Namens.
- Datum der Benennung: Jahr der offiziellen Benennung oder der Ersterwähnung eines Namens, bei Unsicherheiten auch die Angabe eines Zeitraums.
- Anmerkungen: Weitere Informationen bezüglich anliegender Institutionen, der Geschichte der Straße, historischer Bezeichnungen, Baudenkmale usw.
- Bild: Foto der Straße oder eines anliegenden Objektes.

| Name/Lage                    | Straßen- schlüssel | Länge/Maße (in Metern) | Namensherkunft | Datum der Benennung | Anmerkungen | Bild                                |
| ---------------------------- | ------------------ | ---------------------- | --- | ------------------- | --- | ----------------------------------- |
| Abendrothsweg (Lage)         | A007               | 650                    | Amandus Augustus Abendroth (1767–1842), Hamburger Bürgermeister, Ritzebütteler Amtmann, Gründer des Nordseebads Cuxhaven, auf dem Familienbesitz der Abendroths zwischen Abendrothsweg, Breitenfelder Straße und Hoheluftchaussee | 1864                | vor 1864 im Volksmund Kirchenweg | Abendrothsweg                       |
| Breitenfelder Straße (Lage)  | B588               | 610 (im Stadtteil)     | nach dem Vorläuferweg Beim Breiten Feld | 1896                | nordöstlicher Teil in Eppendorf; Teil der Bundesstraße 5 und des Rings 2 | Breitenfelder Straße (Hoheluft-Ost) |
| Curschmannstraße (Lage)      | C065               | 550                    | Heinrich Curschmann (1846–1910), deutscher Internist, Gründer des Neuen Allgemeinen Krankenhauses Eppendorf, Leiter zweier Krankenhäuser in Hamburg, Professor an der Universität Leipzig | 1899                | vor 1899 Blumenweg; führt zum Haupteingang des Universitätsklinikums Hamburg-Eppendorf; östliche Seite in Eppendorf | Curschmannstraße                    |
| Eppendorfer Baum (Lage)      | E193               | 240 (im Stadtteil)     | nach einem von unterhaltspflichtigen Bauern errichteten Schlagbaum am Weg über die Isebek zur Erhebung von Chausseegeld, der bis 1865 bestand; Chausseehaus an der Ecke der Eppendorfer Landstraße 1831–1888 | 1884                | südöstlicher Teil in Harvestehude, östliche Seite des nordwestlichen Teils in Eppendorf | Eppendorfer Baum                    |
| Eppendorfer Weg (Lage)       | E197               | 730 (im Stadtteil)     | Verbindungsstraße von Eimsbüttel nach Eppendorf | 1863                | 1950 um die Goßlerstraße (vor 1898 Adlerstraße) verlängert; südwestlicher Teil (frühere Goßlerstraße) in Eimsbüttel und Hoheluft-West | Eppendorfer Weg (Hoheluft-Ost)      |
| Falkenried (Lage)            | F020               | 850                    | Greifvogelgattung der Falken | 1890/1945           | 1934–1945 Otto-Blöcker-Straße nach einem erschossenen Hitlerjungen; Namensgeber der hier errichteten Fahrzeugwerkstätten Falkenried, die wiederum Namensgeber für den Straßenbahnring (Nebenstraße vom Falkenried) und Straßenbahnstieg wurden | Falkenried                          |
| Hegestraße (Lage)            | H232               | 280 (im Stadtteil)     | alter Flurname „Im Hegen“ (= „Waldstück“) | 1890                | nordöstlicher Teil in Eppendorf | Hegestraße (Hoheluft-Ost)           |
| Heider Straße (Lage)         | H246               | 260                    | Heide, Stadt in Schleswig-Holstein | 1898                | | Heider Straße                       |
| Hoheluftchaussee (Lage)      | H546               | 990                    | nach einer seit dem 17. Jahrhundert „Hoge luft“ genannten Anhöhe auf der alten Stadtgrenze Hamburgs, auf die die Straße, von der Isebekniederung kommend, führt; deren Namen stammt entweder von der windigen Lage der Anhöhe oder in Anspielung auf einen eventuell dort errichteten Galgen, an dem die Gehenkten zu „hoher Luft“ kamen | 1864                | westliche Seite und Straßenfläche in Hoheluft-West; nördlich der Breitenfelder Straße Teil der Bundesstraße 447 | Hoheluftchaussee                    |
| Husumer Straße (Lage)        | H695               | 230 (im Stadtteil)     | Husum, Stadt in Schleswig-Holstein | 1907                | nordöstlicher Teil in Eppendorf | Husumer Straße                      |
| Itzehoer Weg (Lage)          | I116               | 130                    | Itzehoe, Stadt in Schleswig-Holstein | 1906                | | Itzehoer Weg                        |
| Klosterallee (Lage)          | K272               | 040 (im Stadtteil)     | auf dem Besitz des ehemaligen Klosters St. Johannis | 1870                | südlicher Teil in Harvestehude | Klosterallee (Hoheluft-Ost)         |
| Kremper Straße (Lage)        | K420               | 120                    | Krempe, Stadt in Schleswig-Holstein | 1902                | | Kremper Straße                      |
| Lehmweg (Lage)               | L111               | 750                    | Lage von Lehmgruben am alten Landweg von Hamburg nach Eppendorf | 1864                | | Lehmweg                             |
| Löwenstraße (Lage)           | L211               | 730                    | Großkatzenart Löwe | 1879                | auf Antrag des Grundeigentümers Samuel Ephraim | Löwenstraße                         |
| Martinistraße (Lage)         | M079               | 530 (im Stadtteil)     | Erich Martini (1843–1880), deutscher Chirurg, Oberarzt am Krankenhaus St. Georg | 1887                | nordöstlicher Teil und nördliche Seite des südwestlichen Teils in Eppendorf | Martinistraße                       |
| Meldorfer Straße (Lage)      | M133               | 200                    | Meldorf, Stadt in Schleswig-Holstein | 1907                | | Meldorfer Straße                    |
| Neumünstersche Straße (Lage) | N089               | 480                    | Neumünster, Stadt in Schleswig-Holstein | 1898                | | Neumünstersche Straße               |
| Straßenbahnring (Lage)       | S937               | 470                    | auf dem ehemaligen Gelände der Fahrzeugwerkstätten Falkenried | 2003                | | Straßenbahnring                     |
| Straßenbahnstieg (Lage)      | S938               | 080                    | auf dem ehemaligen Gelände der Fahrzeugwerkstätten Falkenried | 2003                | Nebenstraße des Straßenbahnrings | Straßenbahnstieg                    |